# Краушвиц (Саксония-Анхальт)
Краушвиц (нем. Krauschwitz) — деревня в Германии, в земле Саксония-Анхальт. Входит в состав города Тойхерн района Бургенланд.
Впервые упоминается в 1135 году.
Ранее имел статус общины (коммуны), в которую входили деревни Краушвиц, Кистриц, Ройсен, Крёсульн. Население общины составляло 607 человек (на 31 декабря 2006 года). Занимала площадь 12,39 км².
1 января 2011 года вместе с рядом других населённых пунктов община Краушвиц вошла в состав города Тойхерн.